# Dmytro Szutkow
Dmytro Anatolijowycz Szutkow, ukr. Дмитрo Анатолійович Шутков, ros. Дмитрий Анатольевич Шутков, Dmitrij Anatoljewicz Szutkow (ur. 3 kwietnia 1972 w Doniecku, Ukraińska SRR) – ukraiński piłkarz, grający na pozycji bramkarza, reprezentant Ukrainy, trener piłkarski.

## Kariera piłkarska

### Kariera klubowa
Szutkow pochodzi z Doniecka. Jeszcze jako dziecko zapisał się do juniorów Szachtara Donieck. W 1991 roku awansował do pierwszej drużyny i rozpoczął wówczas grę w pierwszej lidze ZSRR. Po rozpadzie ZSRR Szutkow stał się pierwszym bramkarzem Szachtara w nowo powstałej lidze ukraińskiej. W 1994 roku osiągnął pierwszy sukces z donieckim klubem, a było to wywalczenie wicemistrzostwa Ukrainy. Dzięki temu w sezonie 1994/1995 wystąpił w Pucharze UEFA, ale największym osiągnięciem było zdobycie Pucharu Ukrainy. W 1997 roku powtórzył ten wyczyn i został wtedy po raz drugi wicemistrzem kraju. Następnie przez kolejne cztery sezony z Szachtarem zostawał wicemistrzem, ale międzyczasie latem 1999 do klubu przybył Jurij Wirt i to on został pierwszym bramkarzem. W sezonie 2001/2002 po raz pierwszy w karierze sięgnął po mistrzostwo kraju, ale w Szachtarze grało na przemian trzech bramkarzy – Szutkow, Wirt i Wojciech Kowalewski. W sezonie 2002/2003 Szutkow znów wywalczył miejsce w składzie, a Szachtar po raz kolejny został wicemistrzem. W kolejnych trzech sezonach Szutkow przegrywał rywalizację o miejsce w bramce z Chorwatem Stipe Pletikosą, a następnie z Czechem Janem Laštůvką. Przez ten okres rozegrał tylko 18 meczów w lidze, zdobył jeden krajowy puchar (2004), dwukrotnie mistrzostwo (2005, 2006) oraz raz wicemistrzostwo (2004). Występował także sporadycznie w rozgrywkach grupowych Ligi Mistrzów. Natomiast w sezonie 2006/2007, gdy Szachtar zajął 2. pozycję, bronił na przemian z Wirtem oraz Bohdanem Szustem. Po zakończeniu sezonu 2007/2008 zdecydował się zakończyć swoją piłkarską karierę.
| Sezon   | Klub             | Kraj    | Rozgrywki    | Mecze | Bramki |
| ------- | ---------------- | ------- | ------------ | ----- | ------ |
| 1991    | Szachtar Donieck | ZSRR    | 1. liga      | 1     | 0      |
| 1992    | Szachtar Donieck | Ukraina | Wyszcza Liha | 18    | 0      |
| 1992/93 | Szachtar Donieck | Ukraina | Wyszcza Liha | 24    | 0      |
| 1993/94 | Szachtar Donieck | Ukraina | Wyszcza Liha | 2     | 0      |
| 1994/95 | Szachtar Donieck | Ukraina | Wyszcza Liha | 33    | 0      |
| 1995/96 | Szachtar Donieck | Ukraina | Wyszcza Liha | 29    | 0      |
| 1996/97 | Szachtar Donieck | Ukraina | Wyszcza Liha | 30    | 0      |
| 1997/98 | Szachtar Donieck | Ukraina | Wyszcza Liha | 30    | 0      |
| 1998/99 | Szachtar Donieck | Ukraina | Wyszcza Liha | 14    | 0      |
| 1999/00 | Szachtar Donieck | Ukraina | Wyszcza Liha | 7     | 0      |
| 2000/01 | Szachtar Donieck | Ukraina | Wyszcza Liha | 0     | 0      |
| 2001/02 | Szachtar Donieck | Ukraina | Wyszcza Liha | 9     | 0      |
| 2002/03 | Szachtar Donieck | Ukraina | Wyszcza Liha | 20    | 0      |
| 2003/04 | Szachtar Donieck | Ukraina | Wyszcza Liha | 7     | 0      |
| 2004/05 | Szachtar Donieck | Ukraina | Wyszcza Liha | 2     | 0      |
| 2005/06 | Szachtar Donieck | Ukraina | Wyszcza Liha | 9     | 0      |
| 2006/07 | Szachtar Donieck | Ukraina | Wyszcza Liha | 8     | 0      |
| 2007/08 | Szachtar Donieck | Ukraina | Wyszcza Liha | 2     | 0      |

### Kariera reprezentacyjna
W reprezentacji Ukrainy Szutkow zadebiutował 16 października 1993 roku w wygranym 2:1 towarzyskim meczu z USA. Przez kolejne lata jeszcze tylko trzykrotnie pojawiał się między słupkami drużyny narodowej, a ostatni występ zaliczył 7 czerwca 2003 roku w wygranym 4:3 meczu z Armenią, rozegranym w ramach eliminacji do Euro 2004.

## Kariera trenerska
Po zakończeniu kariery zawodniczej przeszedł pracować na stanowisku trenera bramkarzy w rodzinnym klubie Szachtara Donieck, przekazując swój numer na koszulce „12” Rustamu Chudżamowi.

## Sukcesy i odznaczenia

### Sukcesy klubowe
- mistrz Ukrainy: 2002, 2005, 2006, 2008
- wicemistrz Ukrainy: 1994, 1997, 1998, 2003, 2004, 2007
- zdobywca Pucharu Ukrainy: 1995, 1997, 2004, 2008
- finalista Pucharu Ukrainy: 2003
- zdobywca Superpucharu Ukrainy: 2008
- zdobywca Pucharu Pierwogo Kanału: 2006

### Sukcesy indywidualne
- wybrany do listy 33 najlepszych piłkarzy Ukrainy: nr 2 (2002), nr 3 (1997, 1998)
- członek Klubu Jewhena Rudakowa: 159 meczów na "0"

### Odznaczenia
- tytuł Mistrza Sportu Ukrainy: 1994
- Medal „Za pracę i zwycięstwo”: 2009[2].
- Order „Za zasługi” III klasy: 2011[3]